# 伸展台

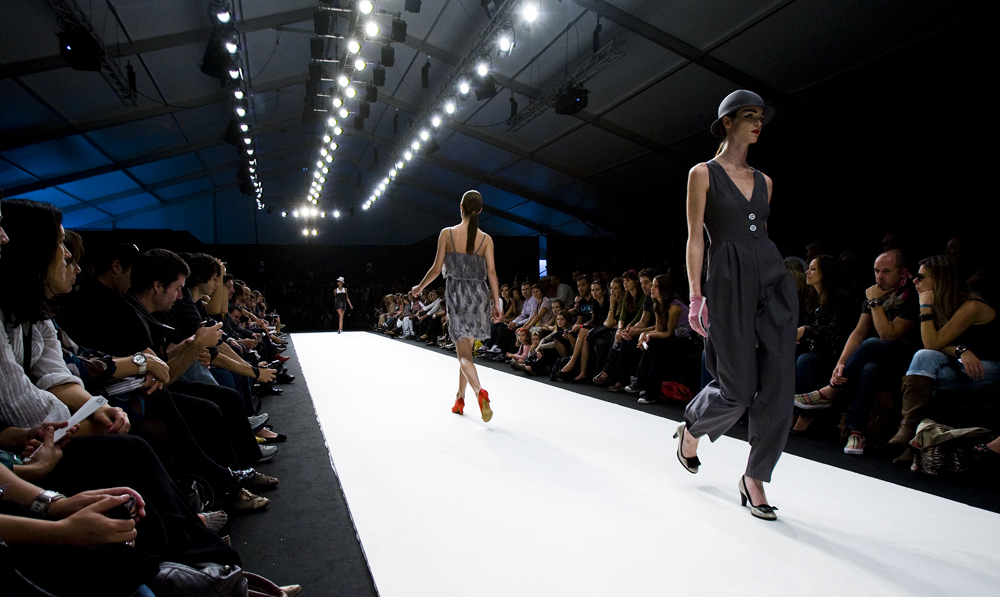
模特在伸展台上走秀

伸展台（英語：runway）也称「T型台」或「天桥」，是一个时尚界词汇，指时装展览场地上呈拉丁字母“T”型向前延展至观众席中的平台，模特在上面行走来展示时装设计作品。